# デート商法
デート商法（デートしょうほう）とは、恋愛感情を利用して、契約を締結させる悪徳商法のひとつ。「恋人商法」または「恋愛商法」とも表される。

## 概要
おおむね以下のような手口で行われる。
ソーシャルネットワーキングサービス（SNS）、出会い系サイト、カップリングパーティー、合コン（コンパ）、電話、街角のアンケート、電子メール、オンラインゲーム内のボイスチャットなどでの出会いをきっかけとして、販売員が身分を秘匿して接近してくる。販売員は、相手と何回か会って話やデートをして相手に好意的な感情を持たせる。その後、商品をねだって、業者の販売店に誘いこんで購入させる。中には店内の販売員数人で取り囲んだり、脅迫した末に、強引に購入させる手口もある。
また、販売員が異性であることが、心理的にクーリングオフの行使をためらわせる効果があるともされる。また、商品を購入した後も自分が詐欺にあっているとの自覚がなく、友人や家族等に話した時に初めて詐欺と気が付くケースが多いのも特徴の一つである。それを防止するために、「2人だけの秘密」などそれらしい文句を言うことでクーリングオフの期間を経過させる手口もある。
商品は、毛皮、宝石、絵画、不動産など、高価なものがメインである。「自分がデザインしたもの」などといって買わせるケースも多い。不動産以外はクレジットも生かせるように、数十万から数百万円の高額の価格を設定して販売する。このような業者と契約するとカモリストに掲載され、二次勧誘の対象になる場合が多い。また、特定商取引法に基いてクーリングオフできる場合がある。
2020年以降、新型コロナウイルスが日本で流行したため、ネット婚が増加し、デート商法の問題が再び注目された。

## 問題点
一般に詐欺事件において「騙された方が悪い」と見なす風潮があることに加え、本商法の場合、特に「相手の魅力に惑わされた愚か者」との偏見が加わり、被害者が二次的に精神的被害を受けることもあり、そのケアなどが問題となっている。
デート商法は、自尊心ではなく恋愛感情を利用するのがアポイントメント商法と異なる点である。また、男性が対象になることが多いアポイントメント商法と比べ、デート商法では女性も対象となっている。

## 対応
2017年、内閣府消費者委員会の専門調査会は恋愛感情につけ込んで高額商品の購入を迫るなどをし、被害者の負担を軽減する取り消せる規定を消費者契約法に設ける必要があると取りまとめた。
2018年6月8日に消費者契約法改正案が成立し、「消費者は事業者が消費者契約の締結について勧誘をするに際し、社会生活上の経験が乏しいことから、当該消費者契約の締結について勧誘を行う者に対して恋愛感情その他の好意の感情を抱き、かつ、当該勧誘を行う者も当該消費者に対して同様の感情を抱いているものと誤信していることを知りながら、これに乗じ、当該消費者契約を締結しなければ当該勧誘を行う者との関係が破綻することになる旨を告げることより困惑し、それによって当該消費者契約の申込み又はその承諾の意思表示をしたときは」（法第4条第3項第4号）とデート商法について消費者は消費者契約を取り消すことができると規定され（取消権の期限は法7条により、追認をすることができる時から1年以内又は該消費者契約の締結の時から5年以内）、2019年6月15日に施行された。